# لوكا لومباردي (لاعب كرة قدم)
لوكا لومباردي (بالإيطالية: Luca Lombardi)‏ هو لاعب كرة قدم إيطالي، ولد في 6 ديسمبر 2002 في أنكونة في إيطاليا.

## وصلات خارجية
- لوكا لومباردي (لاعب كرة قدم) على موقع قاعدة بيانات كرة القدم.إي يو (الإنجليزية)
- لوكا لومباردي (لاعب كرة قدم) على موقع Soccerway.com (الإنجليزية)